# Egil Hartmann
Egil Olaf Hartmann, född 1 april 1859, död 3 november 1906, var en norsk journalist, redaktör och arkivarie. 
Hartmann avlade juristexamen 1887 och året efter blev han anställd på Riksarkivet. 1898 blev han på Riksarkivet utnämnd till arkivarie. 
Från 1890 till 1904 skrev Hartmann för tidningen Morgenbladet och från 1894 till 1903 var han chefredaktör för tidningen Korsaren. År 1908 gavs en samling av hans artiklar ut postumt med titeln Blink fra dagliglivets psykologi.